# Tommy Maddox

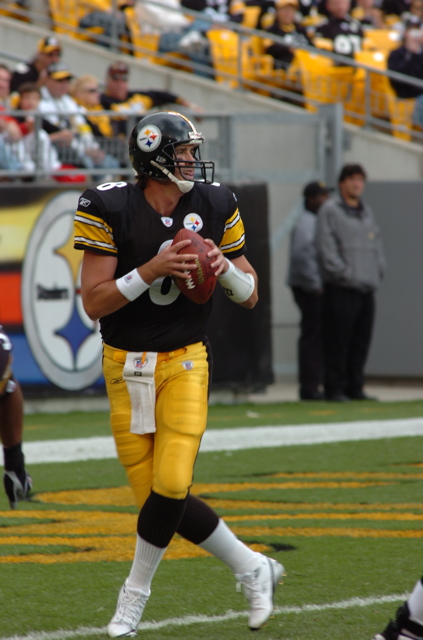
Tommy Maddox em 2005.

Thomas "Tommy" Alfred Maddox (2 de setembro de 1971, Shreveport, Luisiana) é um ex-jogador profissional de futebol americano estadunidense que atuava como quarterback na National Football League. Ele fez parte do time que foi campeão da temporada de 2005 da NFL jogando pelo Pittsburgh Steelers.

## Números
- TD-INT: 48-54
- Jardas: 8 087
- QB Rating: 72.4